# 岩手県道116号花巻停車場線
岩手県道116号花巻停車場線（いわてけんどう116ごう はなまきていしゃじょうせん）は、岩手県花巻市を通っていたかつて存在した一般県道である。

## 概要
2015年3月31日付で岩手県道116号としては廃止され、同時に廃止となった岩手県道123号花巻温泉郷線と合わせて全線が岩手県道297号花巻停車場花巻温泉郷線の一部となった。
かつては停車場県道としては珍しくルートが二手に分岐していた。起点を出て坂本町交差点に西から進入すると二手に分かれ、北に折れるルートは花巻市四日町三丁目で国道4号と交差し、東へ直進するルートは花巻市下小舟渡（紳士服コナカ花巻店前）で同じく国道4号と交差するというものだった。
この路線の分岐は2012年に解消され、以降は北に折れるルートのみが県道として存続し、廃止時点の路線は花巻駅の東口から南へ向かい、岩手県道103号花巻和賀線と分岐後にすぐ坂本交差点で北へ進路を変え、花巻市四日町の岩手県道123号花巻温泉郷線交点から東に折れて国道4号交点に至る経路であった。

### 路線データ
- 実延長 : 1,754.0 m[2]
- 起点：花巻停車場[2]（花巻駅）北緯39度23分36.5秒 東経141度6分40.6秒
- 終点：花巻市四日町[2]（四日町交差点、国道4号交点）北緯39度24分2.4秒 東経141度7分22.0秒

## 歴史
- 1959年（昭和34年）3月31日 - 県道に認定される[3]。
- 2012年（平成24年）4月3日 - 道路の区域が改められ、二方向への分岐状態が解消[4]。
- 2015年（平成27年）3月31日 - 岩手県道297号花巻停車場花巻温泉郷線へ統合し廃止[1]。

## 地理

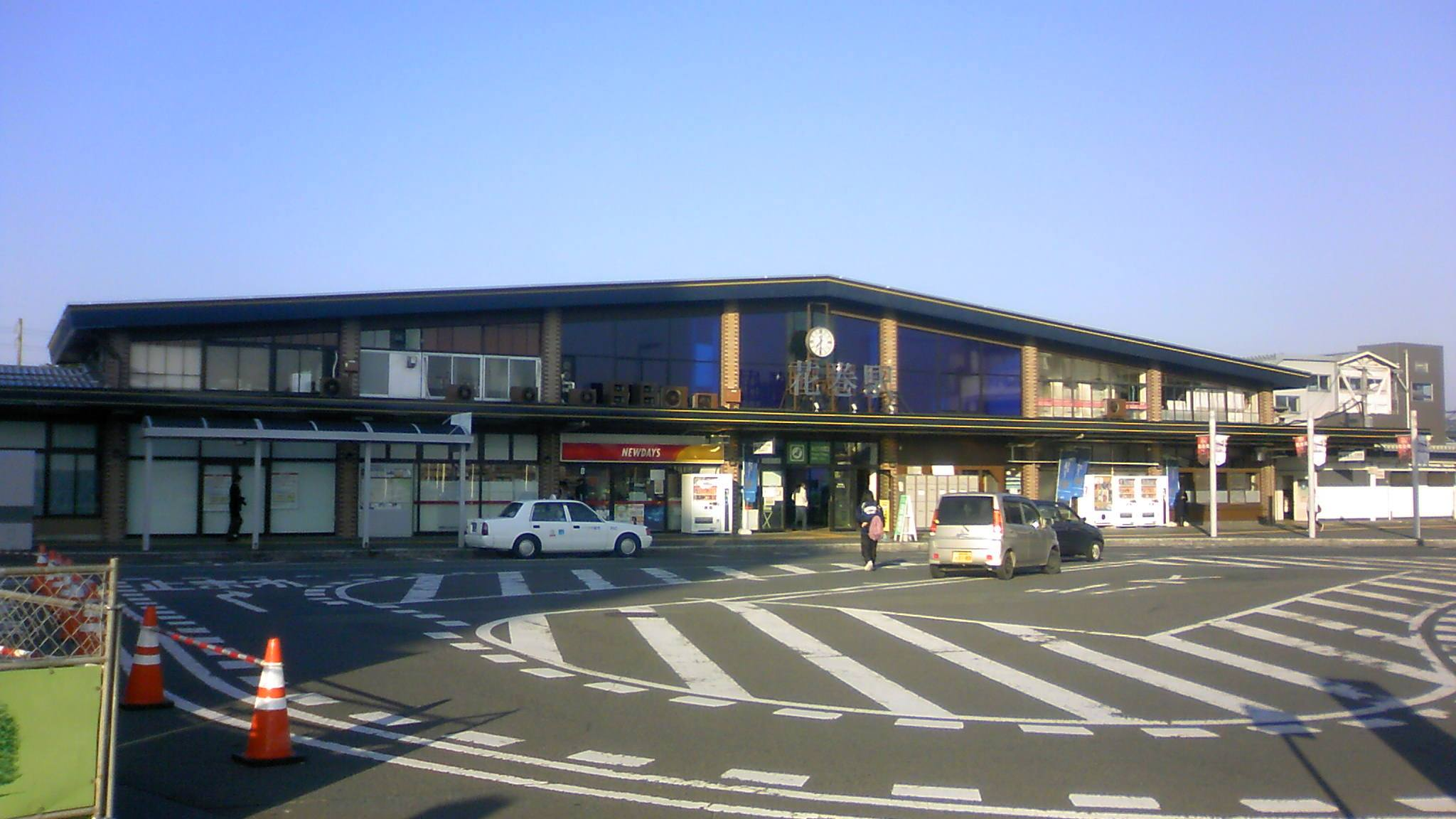
花巻駅

### 交差していた道路
- 岩手県道103号花巻和賀線（花巻市大通り一丁目）
- 岩手県道123号花巻温泉郷線（花巻市四日町三丁目）北緯39度24分1.7秒 東経141度7分7.4秒
- 国道4号（花巻市四日町三丁目・四日町交差点、終点）

### 沿線の施設
- JR東日本 東北本線・釜石線 花巻駅